# Bastimentos
Bastimentos (en espagnol : Isla Bastimentos) est une île du Panama située dans la mer des Caraïbes, près de l'isthme de Panama. L'île, qui fait partie du district de Bocas del Toro et de la province de Bocas del Toro, a une superficie d'environ 60 km² et constitue ainsi l'une des plus grandes du Panama.
Le parc national de l'île Bastimentos englobe une grande partie de l'île Bastimentos, en plus des eaux et des mangroves qui entourent l'île. La pointe nord-ouest de l'île, où se trouve le village éponyme de Bastimentos, est clairement visible depuis la ville de Bocas del Toro, et ne fait pas partie du parc national lui-même.

## Géographie

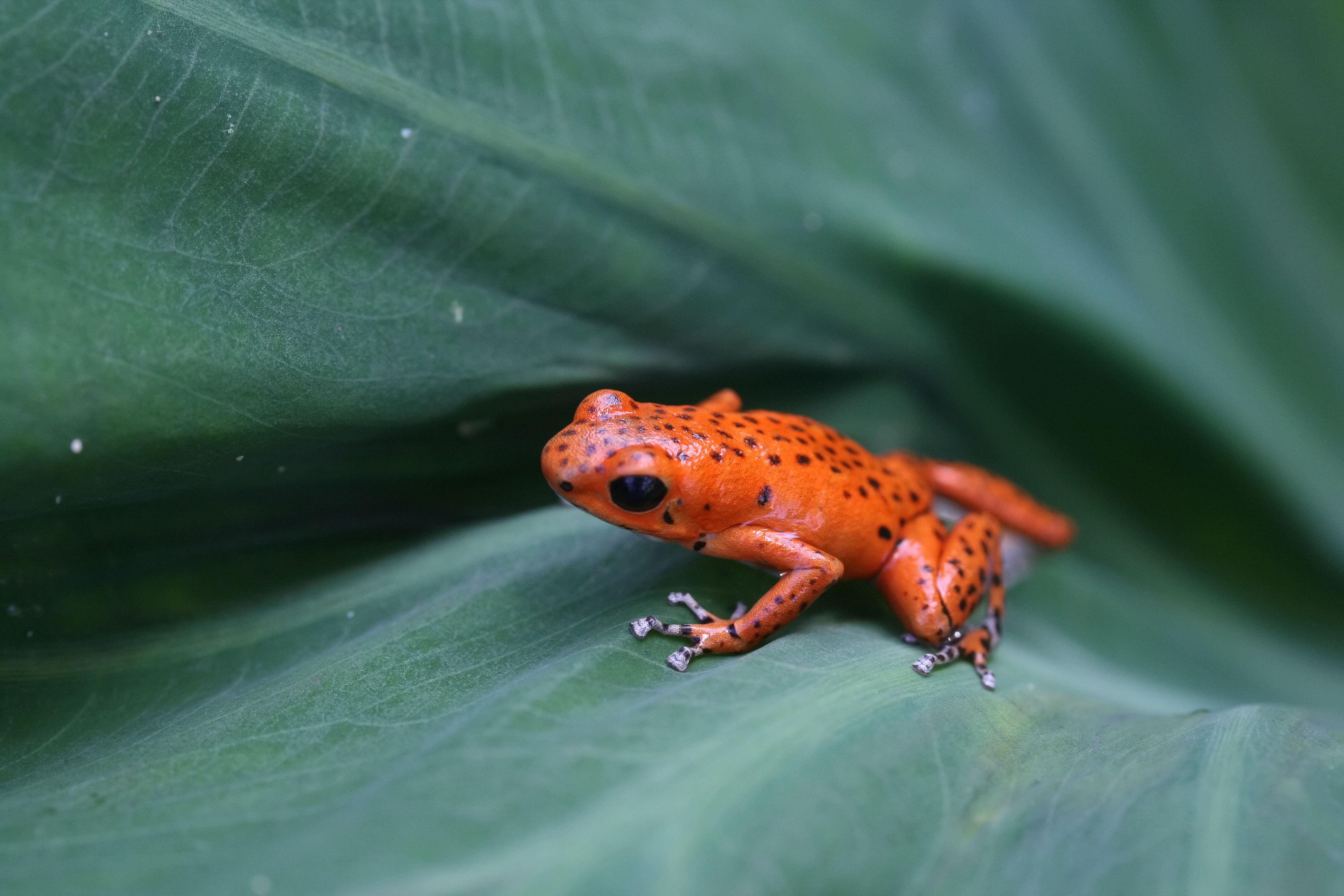
Grenouille des fraises (Oophaga pumilio)

Le côté nord-est de l'île Bastimentos se trouve face à la mer des Caraïbes. Le côté sud-ouest de l'île possède une côte composée principalement de mangroves. Pratiquement toutes les plages sont situées du côté ouest de l'île, y compris la célèbre plage de Red Frog, qui tire son nom de petites grenouilles rouges connues sous le nom de grenouille des fraises, qui peuplent la forêt près de la plage. L'île ne possède pas de routes ou de possibilités de traverser l'île par l'intérieur et il n'y a pas de voitures non plus.
La côte orientale de l'île est bordée de mangroves luxuriantes et denses, et jouit d'une eau calme, en partie due à la faible profondeur de l'eau. Le singe titi est commun, comme le paresseux nain et la grenouille des fraises.

## Histoire
La flotte de l'amiral Francis Hosier y fut détruite par une tempête tropicale en 1727. Environ 4 500 hommes y trouvèrent la mort. L'île est aussi connue sous les noms de Isla Provision, Isla Provisión et Old Bank Island.

## Population
L'île est peuplée de 1954 habitants en 2010, principalement localisés dans le village de Bastimentos. Les habitants de l'île vivent dans des maisons construites avec une grande variété de matériaux: ciment et toit de zinc avec très peu de bois. Ce sont en majorité des afro-caribéens, qui proviennent des différentes îles des Caraïbes, mais avec un nombre croissant d'étrangers qui sont venus vivre sur l'île sur la période récente.
Sur l'île, on trouve un centre médical, une école primaire et un bureau de police. Le village de Bastimentos est connecté à l'électricité et au téléphone par le biais de câbles sous-marins reliés à Bocas del Toro.